# Wouter Mol
Wouter Mol (n. 17 de abril de 1982, Wognum, Países Baixos) é um exciclista profissional neerlandês.
A 17 de dezembro de 2013 anunciou a sua retirada do ciclismo depois de cinco temporadas como profissional e com 31 anos de idade. No entanto voltou a ser profissional já que a 28 de fevereiro de 2014 conseguiu uma posição no pelotão alinhando pelo conjunto Veranclassic-Doltcini. Em 2015 juntou-se nas fileiras do conjunto De Rijke-Shanks. A sua vitória mais importante tem sido a vitória do Tour de Catar.

## Palmarés
- 2007
  - Grande Prêmio de 1º de Maio

- 2008
  - Grand Prix Jef Scherens

- 2010
  - Tour de Catar

- 2016
  - 1 etapa do An Post Rás

### Classificações mundiais
| Ano             | 2006   | 2007  | 2008  | 2009  | 2010  | 2011 | 2012 | 2013 | 2014  | 2015  |
| UCI Asia Tour   |        |       |       |       | 16.º. |      |      |      |       |       |
| UCI Europe Tour | 340.º. | 183.º | 155.º | 161.º | 256.º |      |      |      | 540.º | 150.º |